# 櫻田未来
櫻田 未来（さくらだ みく、旧名: 口木 未来（くちき みく）、1986年10月11日 - ）は、静岡県浜松市出身の女子サッカー選手。ポジションはフォワード。シンガポール所在のウォリアーズFC（女子）所属。サッカー選手の櫻田真平は夫。

## 経歴
中学生時代までは、出身地浜松市所在のHonda FCレディースに所属、東海女子サッカーリーグでプレーした。当時のチームメイトのひとりに佐藤シェンネンがいる。
中学校卒業後鹿児島県へ渡り、神村学園高等部に入学した。同級生に有馬静佳、伊藤美菜子、清原万里江、齋田由貴らがいる。2004年度には全日本高等学校女子サッカー選手権大会で優勝を経験した。また同年、U-18鹿児島県にも選出され、全日本女子ユース (U-18)サッカー選手権大会にも出場した。
卒業後、新潟県内の専門学校、JAPANサッカーカレッジに入学し、同時にアルビレックス新潟レディースへと入団。当初は、中学・高校時代同様ディフェンダーまたはミッドフィールダーとしてプレーしていたが、現在はポジションをフォワードに移している。
2011年限りで現役を引退 し後結婚。夫の所属クラブ所在地であるシンガポールに渡った。同国所在のサッカースクール、グローバル・フットボール・アカデミーのコーチとして勤務する 傍ら、ウォリアーズFCの女子チームに入団し現役に復帰した。

## 個人成績
| 国内大会個人成績 | 国内大会個人成績             | 国内大会個人成績 | 国内大会個人成績 | 国内大会個人成績 | 国内大会個人成績 | 国内大会個人成績 | 国内大会個人成績 | 国内大会個人成績 | 国内大会個人成績 | 国内大会個人成績 | 国内大会個人成績 |
| 年度             | クラブ                       | 背番号           | リーグ           | リーグ戦         | リーグ戦         | リーグ杯         | リーグ杯         | オープン杯       | オープン杯       | 期間通算         | 期間通算         |
| 年度             | クラブ                       | 背番号           | リーグ           | 出場             | 得点             | 出場             | 得点             | 出場             | 得点             | 出場             | 得点             |
| 日本             | 日本                         | 日本             | 日本             | リーグ戦         | リーグ戦         | リーグ杯         | リーグ杯         | 皇后杯           | 皇后杯           | 期間通算         | 期間通算         |
| ---------------- | ---------------------------- | ---------------- | ---------------- | ---------------- | ---------------- | ---------------- | ---------------- | ---------------- | ---------------- | ---------------- | ---------------- |
| 2001             | Honda FC                     | 20               | 静岡県女子       |                  |                  | -                | -                |                  |                  |                  |                  |
| 2005             | アルビレックス新潟レディース | 23               | L・リーグ2部     | 18               | 1                | -                | -                | 2                | 0                | 20               | 1                |
| 2006             | アルビレックス新潟レディース | 4                | なでしこ Div.2   | 6                | 1                | -                | -                | 0                | 0                | 6                | 1                |
| 2007             | アルビレックス新潟レディース | 20               | なでしこ Div.1   | 1                | 0                | 0                | 0                | 1                | 0                | 2                | 0                |
| 2008             | アルビレックス新潟レディース | 20               | なでしこ Div.1   | 12               | 0                | -                | -                | 2                | 0                | 14               | 0                |
| 2009             | アルビレックス新潟レディース | 11               | なでしこ Div.1   | 19               | 2                | -                | -                | 2                | 0                | 21               | 2                |
| 2010             | アルビレックス新潟レディース | 11               | なでしこ         | 10               | 0                | 4                | 2                | 1                | 0                | 15               | 2                |
| 2011             | アルビレックス新潟レディース | 11               | なでしこ         | 6                | 0                | -                | -                | 4                | 0                | 10               | 0                |
| 通算             | 日本                         | 日本             | 1部              | 48               | 2                | 4                | 2                | 10               | 0                | 62               | 4                |
| 通算             | 日本                         | 日本             | 2部              | 24               | 2                | -                | -                | 2                | 0                | 26               | 2                |
| 総通算           | 総通算                       | 総通算           | 総通算           | 72               | 4                | 4                | 2                | 12               | 0                | 88               | 6                |

## 獲得タイトル
Honda FCレディース
- 第17回静岡県女子サッカーリーグ優勝（2001年）

神村学園高校
- 全日本高等学校女子サッカー選手権大会優勝 （2004年）